# Robert Tarjan
Robert Endre Tarjan là nhà nghiên cứu khoa học máy tính nổi tiếng người Mỹ. Ông đã phát hiện ra nhiều thuật toán quan trọng, chẳng hạn như thuật toán tìm cha chung gần nhất Tarjan, đồng tác giả của cây splay, và đống Fibonacci. Tarjan hiện là giáo sư tại trường đại học Princeton, đồng thời là thành viên cao cấp tại Hewlett-Packard.

## Sự nghiệp
Tarjan đã dạy tại đại học Princeton từ năm 1985. Ông đã từng giảng dạy tại đại học Cornell (1972-73), đại học California, Berkeley (1973-1975), đại học Stanford (1974-1980), và đại học New York (1981-1985). Ông cũng từng làm việc tại viện nghiên cứu NEC (1989-1997), và tại viện công nghệ Massachusetts (1996).
Tarjan cũng có rất nhiều kinh nghiệm làm việc tại các công ty: ông đã làm việc ở AT&T Bell Labs (1980-1989), InterTrust Technologies (1997-2001), Compaq (2002) và Hewlett Packard (2006-nay). Ông đã tham gia nhiều hội đồng ACM và IEEE, và cũng là biên tập cho nhiều tạp chí khoa học.

### Thuật toán và cấu trúc dữ liệu
Tarjan đã thiết kế nhiều thuật toán và cấu trúc dữ liệu quan trọng, giải quyết các vấn đề từ nhiều lĩnh vực khác nhau. Ông đã viết hơn 228 bài báo và chương sách.
Tarjan nổi tiếng về những công trình tiên phong trong thuật toán cho đồ thị và cấu trúc dữ liệu. Một số công trình nổi bật bao gồm thuật toán tìm cha chung gần nhất Tarjan, và thuật toán tìm thành phần liên thông mạnh của Tarjan. Thuật toán Hopcroft-Tarjan để kiểm tra đồ thị phẳng là thuật toán thời gian tuyến tính đầu tiên cho kiểm tra đồ thị phẳng.
Tarjan còn phát triển nhiều cấu trúc dữ liệu quan trọng như đống Fibonacci, và cây splay (một cây nhị phân tự cân bằng, phát hiện bởi Tarjan và Daniel Sleator). Một cống hiến quan trọng nữa là việc phân tích độ phức tạp của cấu trúc dữ liệu cho các tập hợp không giao nhau. Ông là người đầu tiên chứng minh thời gian tối ưu sử dụng hàm ngược của hàm Ackermann.